# 萨拉·范埃姆斯特
萨拉·范埃姆斯特（荷蘭語：Sarah van Emst，2004年11月6日—），荷兰女子网球运动员。
范埃姆斯特来自上艾瑟尔省兹沃勒，六岁时开始打网球。她的父母克里斯泰尔（Kristel）和阿尔弗雷德（Alfred）都是俱乐部球员。她年纪很小就展现出网球天赋，并在2019年的荷兰16岁以下女子网球排名中位列第三。
2023年6月，年仅18岁的她在阿尔克马尔获得了她的首个职业排名积分。2023年12月，她在突尼斯莫纳斯提尔首次闯入ITF巡回赛决赛，但在决赛中负于俄罗斯选手米拉娜·扎布拉伊洛娃。
2025年3月，她在莫纳斯提尔赢得了ITF W15级别单打冠军。2025年6月，她获得外卡得以参加2025年利贝马公开赛的女子双打比赛，与同胞苏珊·拉门斯搭档，完成了她的WTA巡回赛首秀。